# Airbus A380
Airbus A380 (początkowo znany jako Airbus A3XX) – dwupoziomowy (dwupokładowy) i szerokokadłubowy czterosilnikowy samolot pasażerski produkowany przez przedsiębiorstwo Airbus. Dzięki temu, że górny pokład ciągnie się przez całą długość kadłuba, A380-800 mieści 555 osób przy podziale na trzy klasy lub nawet 853 przy konfiguracji całej maszyny do standardu klasy ekonomicznej, wyprzedzając pod względem powierzchni drugiego na liście Boeinga 747-8 (Jumbo Jeta najnowszej generacji) o 32%.

## Historia

### Rozwój i testy
Pierwsze przymiarki do stworzenia bardzo dużego samolotu pasażerskiego Airbus uczynił na początku lat 90., planując poszerzyć swoją ofertę, a zarazem zepchnąć Boeinga z jego Jumbo Jetem z dominującej pozycji w tym segmencie rynku. Konsorcja lotnicze – pamiętając, że rywalizacja McDonnell-Douglasa z DC-10 i Lockheeda z L-1011 TriStar zakończyła się wyeliminowaniem tej drugiej firmy z rynku cywilnego z powodu nasycenia rynku maszynami tej klasy, do której należały oba samoloty – postanowiły uniknąć ryzyka i wspólnie opracować jedną maszynę, która samodzielnie opanowałaby segment 600-800-miejscowych samolotów pasażerskich. W styczniu 1993 Boeing i kilka z firm tworzących konsorcjum Airbus rozpoczęły wspólne badania nad programem VLCT (Very Large Commercial Transport – Bardzo Duży Transport Komercyjny).
W czerwcu 1994 Airbus rozpoczął opracowywanie własnego bardzo dużego samolotu pasażerskiego oznaczonego A3XX. Rozważano wówczas różne koncepcje konstrukcji, w tym tak dziwne jak dwa przylegające do siebie bokami kadłuby A340, największego wówczas samolotu Airbusa. Wspólne prace nad programem VLCT zakończyły się w lipcu 1996 – Boeing stworzył własny projekt, 747X, będący Jumbo Jetem z przedłużonym „garbem” na szczycie głównego kadłuba, który wkrótce został porzucony, a następnie wznowiony, by wyewoluować w 747-8 Intercontinental, A3XX szybko zaś otrzymał kształt dwupokładowca z pokładami umieszczonymi jeden nad drugim.
19 grudnia 2000 rada nadzorcza Airbusa przegłosowała rozpoczęcie wartego 8,8 mld euro programu budowy A3XX, przemianowanego na A380 – nazwa ta była zerwaniem z tradycją nadawania kolejnych numerów kolejnym samolotom. Zdecydowano się na ten krok, gdyż cyfra 8 przypomina poprzeczny przekrój dwupokładowej maszyny, a ponadto w niektórych kulturach oznacza szczęście. Firma otrzymała wówczas zamówienie na 55 maszyn od sześciu klientów.
Ostateczny kształt nadano maszynie w 2001 roku. 23 stycznia 2002 rozpoczął się montaż pierwszego samolotu. Gdy go ukończono, koszty programu wynosiły już 11 mld euro. Producent samolotu apelował do wszystkich dostawców wyposażenia, aby dostarczane części były możliwie jak najbardziej odchudzone. Poszycie górnego kadłuba zbudowane zostało z kompozytów, co pozwoliło zmniejszyć masę całkowitą o 800 kg. Dodatkowe 360 kg zaoszczędzono dzięki lekkiej konstrukcji opon.

Logo Airbusa A380

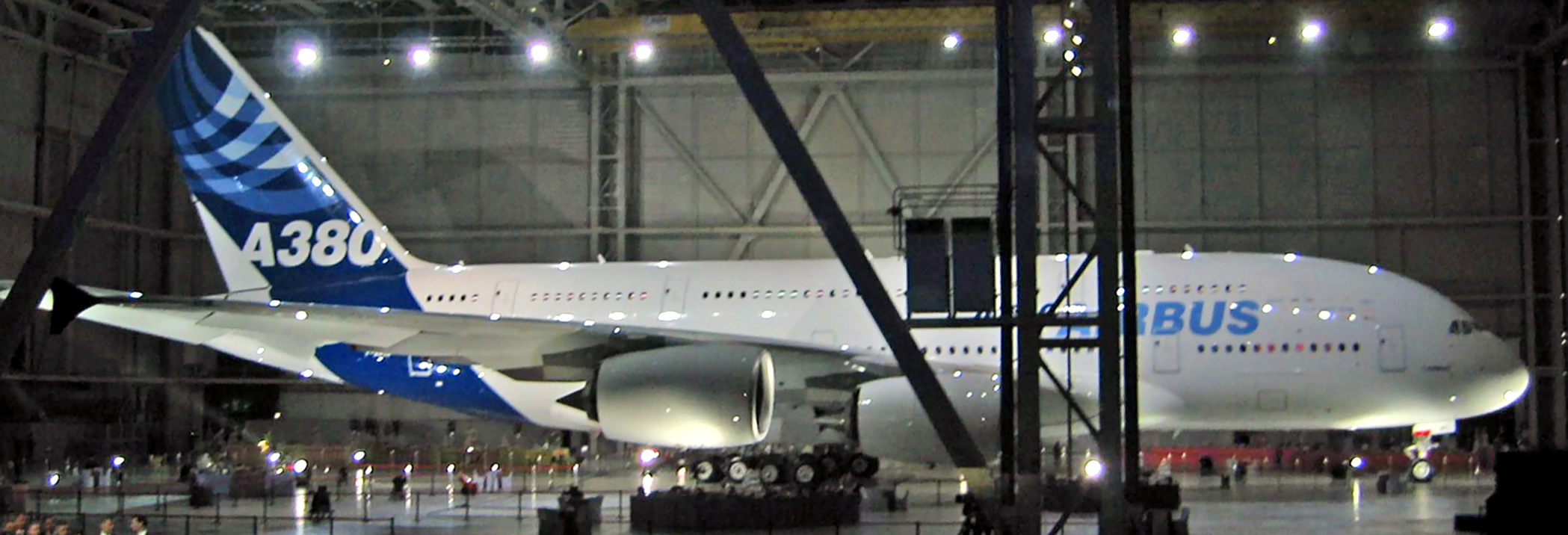
Pierwsza prezentacja Airbusa A380

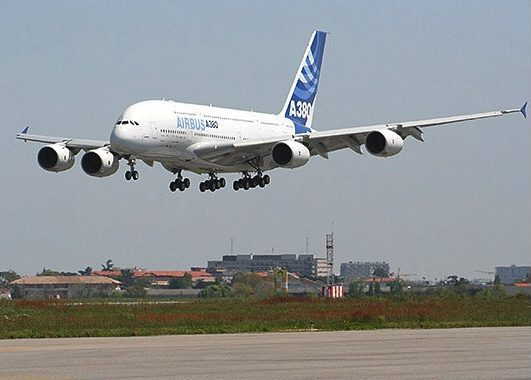
Dziewiczy lot A380

Pierwszy A380 – numer seryjny 001, rejestracja F-WWOW – został zaprezentowany w Tuluzie 18 stycznia 2005. Po raz pierwszy wzniósł się w powietrze 27 kwietnia o godzinie 10:29 czasu lokalnego. Na lot zostało zabranych tylko sześć osób: dwaj piloci i czterech inżynierów-nawigatorów. Na dwudziestotonowy ładunek składały się instrumenty testowe oraz balast wodny.
W listopadzie 2005 A380 udał się na tournée testowo-promocyjne do południowo-wschodniej Azji i Australii, w trakcie którego odwiedził Singapur, Brisbane, Sydney, Melbourne i Kuala Lumpur, a na kadłub nanoszono – jako dodatek do firmowych barw Airbusa – barwy kolejno: Singapore Airlines, Qantas i Malaysia Airlines. 19 listopada 2005 A380 w barwach wyłącznie Emirates został zaprezentowany na Dubai Airshow.
10 stycznia 2006 A380 w ramach wysokościowych testów silników samolot wykonał pierwszy lot transatlantycki – do kolumbijskiego Medellín. 6 lutego 2006 przybył do Iqaluit w Kanadzie, gdzie testowano jego zdolność radzenia sobie z niskimi temperaturami. Ta sama maszyna poleciała następnie do Singapuru w barwach Singapore Airlines, by wziąć udział w wystawie Asian Aerospace 2006.
26 marca 2006 A380 poddany został w Hamburgu przeglądowi i testom (przeprowadzono m.in. ewakuację 853 pasażerów i 20 członków załogi w czasie poniżej 90 sekund przez jedynie połowę wyjść) celem wydania certyfikatu EASA i FAA.
W celu prowadzenia testów i demonstracji zbudowano pięć A380. Pierwszy przeznaczony na sprzedaż egzemplarz samolotu nosi numer seryjny 003 i rejestrację F-WWSA; po raz pierwszy wzniósł się w powietrze w maju 2006.
4 września 2006 odbył się pierwszy lot z zapełnioną kabiną pasażerską – samolot wystartował z Tuluzy z 474 pracownikami Airbusa, rozpoczynając w ten sposób serię testów wyposażenia przedziału dla pasażerów. Miesiąc później zaczęto próby częstych, długotrwałych lotów, gdyż w takich właśnie warunkach mają operować A380.
Do grudnia 2006 w powietrze wzniosło się osiem A380. Pięć spośród nich, które wyznaczono do prób, wylatały łącznie ponad 2300 godzin w trakcie 730 lotów. W ich trakcie samoloty odwiedziły osiemnaście krajów: Australię, Kanadę, Chiny, Kolumbię, Etiopię, Francję, Niemcy, Islandię, Irlandię, Japonię, Malezję, Singapur, RPA, Koreę Południową, Hiszpanię, Tajlandię, Zjednoczone Emiraty Arabskie i Wielką Brytanię. 12 grudnia 2006 odbyła się ceremonia wręczenia certyfikatów EASA i FAA.

### Opóźnienie w dostawach
Ze względu na różne wersje programu CAD CATIA w dwóch oddziałach Airbusa (CATIA 4 w Hamburgu, CATIA 5 w Tuluzie) wynikły problemy z okablowaniem samolotu (ok. 500 km kabli) co doprowadziło do opóźnień w produkcji.

### Wejście do służby
Pierwszy samolot został dostarczony 15 października 2007 liniom lotniczym Singapore Airlines. Pierwszy komercyjny lot na trasie z Singapuru do Sydney odbył się w czwartek 25 października 2007.
Samolot ma następującą konfigurację:
Całkowita liczba miejsc – 471 – na którą składa się:
- 12 miejsc w klasie pierwszej, tzw. Singapore Airlines Suites. Są to przedziały jednoosobowe (8 przedziałów) lub dwuosobowe (2 przedziały) wyposażone w 23-calowy ekran LCD oraz złącze USB pozwalające na transmisję danych ze stanowiska w kabinie. Fotel rozkładany jest do wymiarów łóżka.
- 60 miejsc w klasie biznes, wyposażonych w 15,4-calowy ekran LCD oraz złącze USB. Fotele rozkładane są do pozycji leżącej.
- 399 miejsc w klasie ekonomicznej, wyposażonych w zmodernizowane fotele w celu zapewnienia większej przestrzeni pasażerom, 10,6-calowy ekran LCD oraz złącze USB.

18 marca 2008 odbył się pierwszy lot na trasie z Singapuru do Londynu, a 20 maja 2008 na trasie z Singapuru do Tokio.
28 lipca 2008 w Hamburgu został przekazany pierwszy egzemplarz A380 dla linii lotniczej Emirates, samolot w konfiguracji dla 489 pasażerów (14/76/399) odbył pierwszy komercyjny lot do Nowego Jorku (JFK) 1 sierpnia 2008.
Większość klientów zrezygnowała z instalacji maksymalnej ilości miejsc, tj. 853, na rzecz większego komfortu pasażerów, zwiększenia możliwości transportu cargo oraz zwiększenia zasięgu samolotu.

## Produkcja

Przedstawienie logistyki A380 wraz z końcowym montażem w Tuluzie

Ważniejsze części A380 produkowane są we Francji, Niemczech, Hiszpanii oraz Wielkiej Brytanii. Ze względu na ich wielkość tradycyjne metody transportu okazały się niemożliwe, stąd muszą być dowożone do hali montażowej (Jean-Luc Lagardère Plant) w Tuluzie we Francji transportem specjalnym. Część z nich przenoszona jest przez Airbusa Belugę używanego także przy budowie innych modeli samolotów. Elementy Airbusa A380 pochodzą od dostawców z całego świata. Czterech największych z nich to: Rolls-Royce, Safran, United Technologies Corporation i General Electric.
W celu przewozu dużych elementów konstrukcyjnych A380 opracowana została trasa, znana jako Itinéraire à Grand Gabarit. Wiązało się to z budową floty typu ro-ro, czyli statków i barek, budową konstrukcji portowych oraz rozwojem i modyfikacją dróg. Przednie i tylne części kadłuba wysyłane są na jednym z trzech statków ro-ro z Hamburga w Niemczech do Wielkiej Brytanii. Skrzydła są wytwarzane w Filton i w Broughton w Walii, a następnie transportowane statkami.
W Saint-Nazaire w zachodniej Francji, statki wymieniają sekcje kadłuba z Hamburga na większe, zmontowane części, których część zawiera nos samolotu. Rozładowuje się je w Bordeaux. Następnie statki przewożą brzuch i ogon z Construcciones Aeronáuticas SA w Kadyksie w południowej Hiszpanii do Bordeaux. Stamtąd części A380 wędrują barkami do Langon i ostatecznie drogami do hali montażowej w Tuluzie.
Po zmontowaniu samolot podróżuje na lotnisko Hamburg-Finkenwerder (XFW) w celu wyposażenia i malowania. Aby pomalować Airbusa A380 o powierzchni 3100 m² konieczne jest 3600 l farby.

## Zamówienia
Do końca stycznia 2019 złożone zostało 313 zamówień na Airbusa A380. 14 lutego 2019 Airbus poinformował, że produkcja zakończy się w 2021 roku po zrealizowaniu wszystkich istniejących zamówień. Próg rentowności programu A380 Airbus ustalił na ok. 420 samolotów (dane na rok 2013). Oficjalna cena samolotu to 432,6 mln dolarów. Próg rentowności w produkcji (przychody przekraczające koszt produkcji) osiągnięto pod koniec 2015 roku. Z powodu niskiego popytu Airbus nie zdecydował się na ryzykowną inwestycję w modernizację samolotu do bardziej oszczędnej wersji A380neo, ponieważ nawet odzyskanie już zainwestowanych w projekt 28 mld euro jest mało prawdopodobne.
Z powodu braku nowych zamówień producent ograniczył produkcję A380 do 20 szt. w 2017, 12 szt. w 2018 roku i 8 szt. od 2019. Airbus A380 przegrywał rywalizację z bardziej ekonomicznymi samolotami dwusilnikowymi jak Boeing 777-300ER lub Airbus A350-1000. Samoloty dwusilnikowe są tańsze w eksploatacji, a regulacje ETOPS pozwalają im na operowanie na dalekich trasach, na których dawniej wykorzystywano czterosilnikowe Boeing 747 lub trzysilnikowe DC-10. Boeing 747-8 napotkał równie niski popyt, a 2/3 sprzedaży dla 747-8 stanowiła wersja towarowa. Kolejną przeszkodą w większości krajów jest brak infrastruktury do przyjmowania tak dużych samolotów. W USA 18 lotnisk przygotowało się na przyjmowanie superjumbo, ale amerykańscy kongresmeni byli niechętni dofinansowaniu modernizacji lotnisk, aby przygotować je na przyjmowanie samolotu dla 550 pasażerów. Airbus nie sprzedał ani jednego A380 w USA. Istotne jest też podejście linii lotniczych do zarządzania połączeniami. A380 był projektowany przy założeniu, że wraz ze wzrostem ruchu lotniczego większość linii będzie planować trasy w podejściu hub and spoke, czyli z przesiadką w dużym węźle. Boeing 787 był projektowany natomiast do obsługi połączeń bezpośrednich w systemie point-to-point. Z powodu wzrostu cen paliwa po 2001 roku linie wolały lżejsze i tańsze w eksploatacji samoloty jak 787 Dreamliner. 787 jest także bardziej elastyczny i przy pojemności od 220 miejsc może latać zarówno między hubami, jak i z mniejszych lotnisk o niższym natężeniu pozostając efektywny kosztowo. A380 może być ekonomiczny na niewielu trasach o bardzo dużym natężeniu, co ogranicza liczbę potencjalnych odbiorców. Linie ponoszą także opłaty związane z obsługą połączeń z portów regionalnych do droższego huba zamiast ponosić niższe opłaty latając z mniejszych lotnisk, gdzie nie ma takiej konkurencji. Pojawienie się nowej generacji wąskokadłubowych samolotów o zwiększonym zasięgu tj. Airbus A321LR i Boeing 737 MAX także dało możliwość otwarcia nowych połączeń dalekobieżnych o niskim natężeniu.
W 2012 zbankrutowały linie Kingfisher, które zamówiły pięć egzemplarzy A380. W 2014 roku Airbus anulował zamówienie japońskich Skymark Airlines na sześć Super Jumbo (dwa wyprodukowane egzemplarze sprzedano Emirates, a trzy liniom ANA) – zamówienie na A380 przyczyniło się do niewypłacalności niskokosztowego przewoźnika. W 2015 zbankrutowały rosyjskie Transaero, które zamówiły cztery egzemplarze, a saudyjski odbiorca zrezygnował z jednego egzemplarza w wersji dla VIP. W styczniu 2016 Iran Air podpisał list intencyjny ws. zakupu m.in. 12 A380, ale w grudniu 2016 zamówiły 16 A350-1000 (niedostarczone z powodu wznowienia amerykańskich sankcji). W 2016 Air Austral zrezygnowały z dwóch A380 w konfiguracji dla 840 pasażerów. W 2017 roku Air France zamieniło zamówienie na dwa A380 na trzy A350-900. Amedeo nigdy nie podało terminu dostaw 20 szt. samolotów, ponieważ nie znalazło linii zainteresowanych ich leasingiem. Virgin Atlantic Airways w 2013 opóźniło dostawy sześciu zamówionych dekadę wcześniej w 2001 roku A380 do 2018, a następnie zamówiło 12 A350-1000, zapowiadając, że nie potrzebuje już A380. Oficjalnie zamówienie anulowano w marcu 2018. W styczniu 2016 roku linie Qantas zapowiedziały, że nie odbiorą pozostałych ośmiu A380, bo 12 posiadanych egzemplarzy całkowicie zaspokaja ich potrzeby. Ostatecznie zamówienie anulowano w lutym 2019. W 2016 roku pierwszy odbiorca samolotu – linie Singapore Airlines zapowiedziały, że nie przedłużą 10-letniego leasingu pięciu A380, które odebrano między październikiem 2007 i czerwcem 2008. Są to pierwsze egzemplarze, które trafią na rynek wtórny. Dwa pierwsze ex-Singapore A380 pozyskały portugalskie czarterowe linie Hi Fly.
14 lutego 2019 roku Airbus ogłosił zakończenie produkcji samolotu w 2021 roku. O losie programu przesądziły linie Emirates, które tego samego dnia poinformowały o redukcji zamówienia na A380-800 ze 162 do 123 egzemplarzy (w tym 14 egzemplarzy pozostałych do odbioru). Pozostałe 39 egzemplarzy superjumbo Emirates zamienił na 40 szt. Airbus A330-900neo i 30 A350-900 XWB. Zamówienie na 20 egzemplarzy A380 anulowała także firma leasingowa Amedeo.
Z powodu opóźnień w dostawach samolotów wersji A380-800F (transportowej), wszyscy zainteresowani klienci zdecydowali się anulować swoje zamówienia, a program rozwoju modelu A380-800F został anulowany.
|             |           | 2001 | 2002 | 2003 | 2004 | 2005 | 2006 | 2007 | 2008 | 2009 | 2010 | 2011 | 2012 | 2013 | 2014 | 2015 | 2016 | 2017 | 2018 | 2019 | 2020 | 2021 | Suma |
| ----------- | --------- | ---- | ---- | ---- | ---- | ---- | ---- | ---- | ---- | ---- | ---- | ---- | ---- | ---- | ---- | ---- | ---- | ---- | ---- | ---- | ---- | ---- | ---- |
| Zamówienia  | A380-800  | 78   | 0    | 34   | 10   | 10   | 24   | 33   | 9    | 4    | 32   | 19   | 9    | 42   | 13   | 2    | 0    | -2   | 4    | -70  | 0    | 0    | 251  |
| Zamówienia  | A380-800F | 7    | 10   | 0    | 0    | 10   | -17  | -10  | 0    | 0    | 0    | 0    | 0    | 0    | 0    | 0    | 0    | 0    | 0    | 0    | 0    | 0    | 0    |
| Dostarczono | A380-800  | 0    | 0    | 0    | 0    | 0    | 0    | 1    | 12   | 10   | 18   | 26   | 30   | 25   | 30   | 27   | 28   | 15   | 12   | 8    | 4    | 5    | 251  |

Skumulowane ilości zamówień i dostaw

## Użytkownicy
EA = Engine Alliance GP7200; RR = Rolls-Royce Trent 900

## Specyfikacja techniczna

Przekrój ukazujący rozmieszczenie siedzeń w klasie ekonomicznej

Rozmieszczenie miejsc w Airbusie A380 w konfiguracji 519 siedzeń (331 na głównym pokładzie i 188 na górnym)

| Parametr                          | A380-800                                                  | A380F                                         |
| --------------------------------- | --------------------------------------------------------- | --------------------------------------------- |
| Załoga                            | Dwie osoby                                                | Dwie osoby                                    |
| Liczba miejsc                     | 525 (3 klasy) 644 (2 klasy) 853 (1 klasa)                 | 12                                            |
| Długość                           | 72,73 m                                                   | 72,73 m                                       |
| Rozpiętość skrzydeł               | 79,75 m                                                   | 79,75 m                                       |
| Wysokość                          | 24,45 m                                                   | 24,45 m                                       |
| Zewnętrzna średnica kadłuba       | 7,14 m                                                    | 7,14 m                                        |
| Zewnętrzna wysokość kadłuba       | 8,41 m                                                    | 8,41 m                                        |
| Maksymalna szerokość kabiny       | 6,54 m (pokład główny) 5,80 m (pokład górny)              | 6,54 m (pokład główny) 5,80 m (pokład górny)  |
| Długość kabiny                    | 49,9 m (pokład główny) 44,93 m (pokład górny)             | 49,9 m (pokład główny) 44,93 m (pokład górny) |
| Powierzchnia skrzydeł             | 845 m²                                                    | 845 m²                                        |
| Maksymalna masa startowa          | 560 000 kg                                                | 590 000 kg                                    |
| Maksymalna masa lądowania         | 386 000 kg                                                | 427 000 kg                                    |
| Maksymalny udźwig                 | 89 200 kg                                                 | 149 800 kg                                    |
| Maksymalna objętość cargo         | 184 m³                                                    | 1134 m³                                       |
| Maksymalna prędkość operacyjna    | 0,89 Ma (945 km/h, 510 węzłów)                            | 0,89 Ma (945 km/h, 510 węzłów)                |
| Maksymalna prędkość konstrukcyjna | 0,96 Ma (1020 km/h, 551 węzłów)                           | 0,96 Ma (1020 km/h, 551 węzłów)               |
| Odległość do oderwania            | 2750 m                                                    | 2900 m                                        |
| Zasięg                            | 15 700 km                                                 | 10 400 km                                     |
| Pułap operacyjny                  | 13 136 m                                                  | 13 136 m                                      |
| Maksymalna objętość paliwa        | 320 000 l                                                 | 320 000 l                                     |
| Silniki (4 ×)                     | GP7270 Trent 970/B Trent 972/B                            | GP7277 Trent 977/B                            |
| Ciąg (4 ×)                        | GP7270 – 310 kN Trent 970/B – 310 kN Trent 972/B – 320 kN | GP7277 – 340 kN Trent 977/B – 340 kN          |

Źródło: Airbus.com

## Incydenty z udziałem A380
4 listopada 2010 podczas przelotu Qantas Lot 32 (VH-OQA) na trasie z Singapur Changi Airport do Sydney nastąpiła awaria silnika nr 2. Samolot musiał z przyczyn technicznych awaryjnie lądować w Singapurze. Pasażerowie, załoga ani ludzie na ziemi nie doznali żadnych obrażeń, pomimo że części gondoli silnika uszkodziły skrzydło i spadły na indonezyjską wyspę Batam. Linie Qantas zawiesiły wszystkie loty A380. Śledczy ustalili, że przyczyną wybuchu był wyciek oleju w silniku Rolls-Royce Trent 972.
W 2010 roku w skrzydłach samolotów wykryto dwa rodzaje mikropęknięć: w żebrach oraz wspornikach mocujących pokrycie skrzydeł. Pęknięcia były spowodowane błędami konstrukcyjnymi. W 2013 roku Airbus przeprojektował skrzydła A380. Wprowadzenie zmian w produkcji spowolniło dostawę 25 egzemplarzy samolotu w 2013 roku. Pierwsze maszyny po zmianach dostarczono w roku 2014, naprawy objęły też wszystkie wyprodukowane egzemplarze (w trakcie zaplanowanych przeglądów). W 2012 roku koszty poniesione przez producenta na naprawę ożebrowania skrzydeł w większości przekazanych egzemplarzy wyniosły 251 mln euro, a w roku 2013 dalsze 85 mln euro.
14 kwietnia 2011 wydarzył się następny incydent. Na lotnisku J.F. Kennedy’ego w Nowym Jorku Airbus A380 należący do linii Air France podczas kołowania zahaczył lewym skrzydłem o ogon Bombardiera CRJ-700 linii Delta Air Lines. Nikomu na pokładzie samolotów nic się nie stało.
19 czerwca 2011 Airbus A380 (prototyp MSN004) o znakach rejestracyjnych F-WWDD podczas kołowania na podparyskim lotnisku Le Bourget zahaczył skrzydłem o budynek.
21 lipca 2011 Airbus A380 koreańskich linii Korean Air podczas lądowania na lotnisku Tokio-Narita na pasie 34L przeszlifował silnikiem o powierzchnię pasa startowego. Na pokładzie znajdowało się 168 pasażerów. Nikomu nic się nie stało. Samolot został podholowany na płytę postojową. Po trwającym ok. godziny przeglądzie samolot odleciał do Seulu.
4 listopada 2011 A380 linii Qantas lecący z Singapuru do Londynu awaryjnie lądował na lotnisku w Dubaju. Powodem była awaria jednego z silników (problem z poziomem oleju). Na pokładzie znajdowały się 283 osoby. Nikomu nic się nie stało.
1 października 2017 Airbus A380-861 nr rej. F-HPJE lot Air France 66 wylądował awaryjnie w bazie Goose Bay w Kanadzie z powodu – jak podano – poważnego zniszczenia jednego z jego czterech silników GP7000. Maszyna leciała z Paryża do Los Angeles, a na pokładzie było 496 pasażerów i 24 członków załogi.

## Galeria

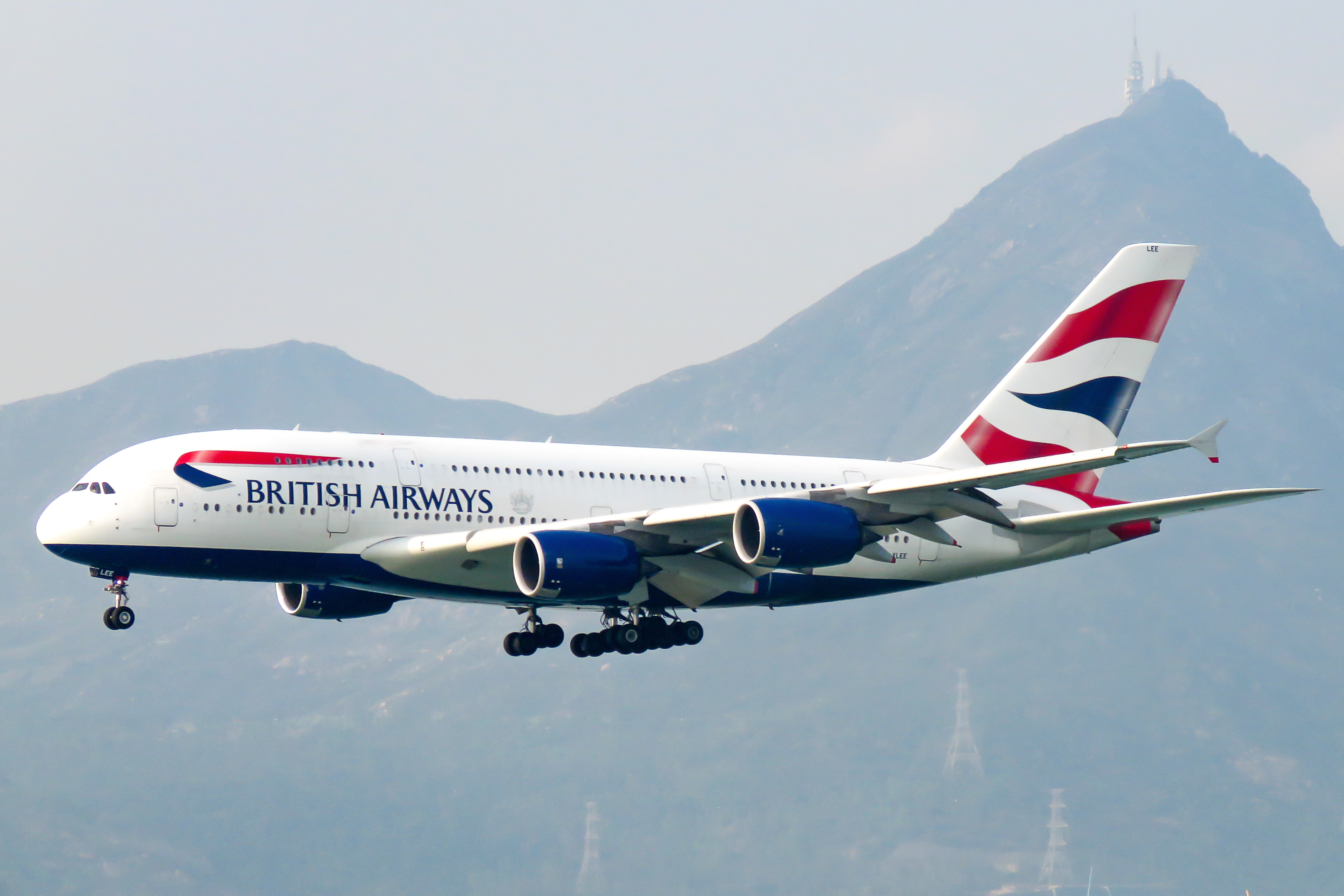
Airbus A380 w barwach linii British Airways lądujący w Porcie lotniczym Hongkong
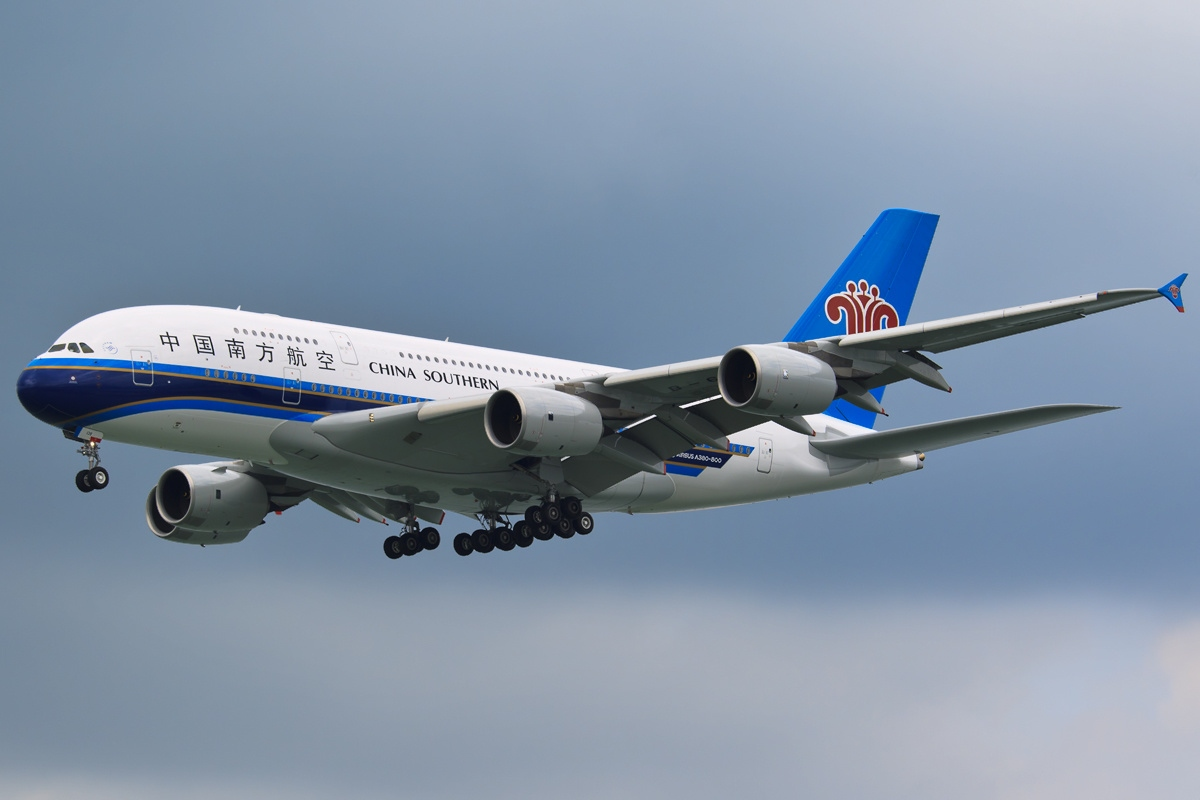
Airbus A380 w barwach linii China Southern Airlines
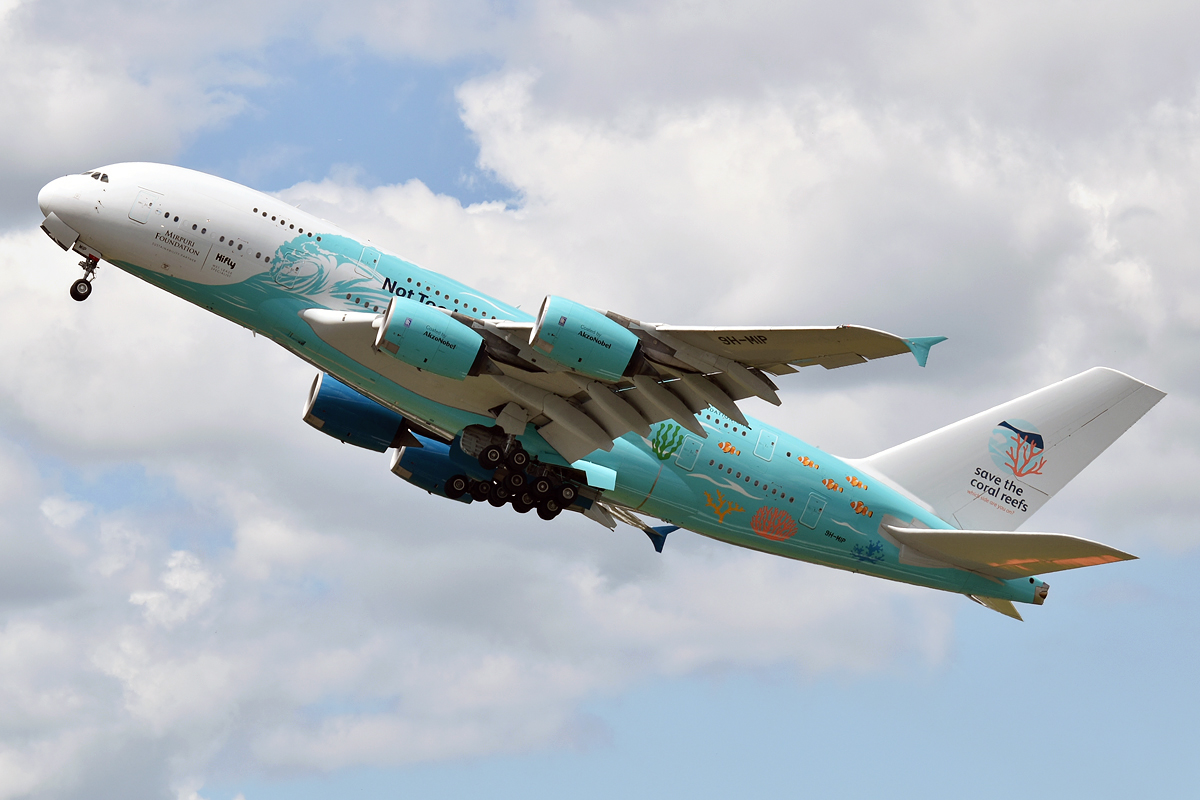
Airbus A380 w barwach linii Hi Fly na Paris Air Show w 2019 r.
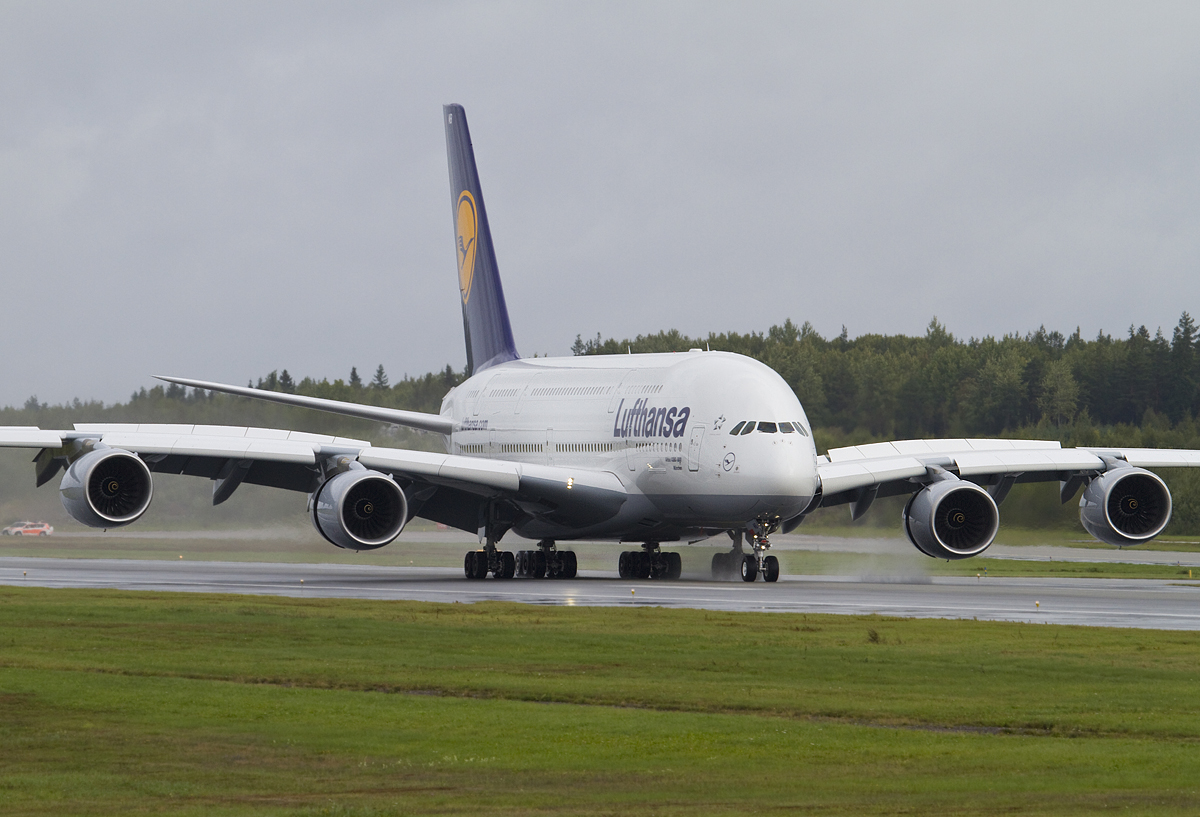
Airbus A380 w starym malowaniu linii Lufthansa na płycie Portu lotniczego Sztokholm-Arlanda
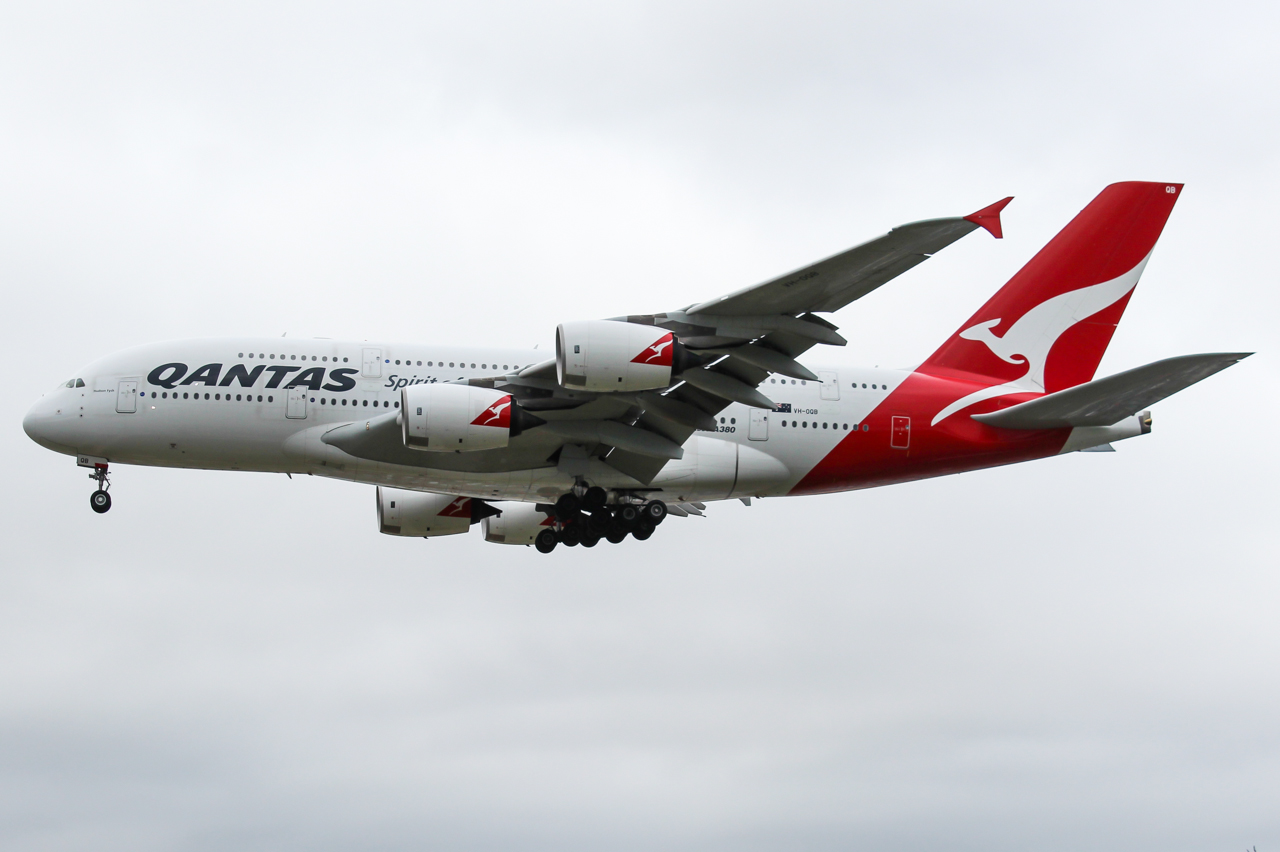
Airbus A380 należący do linii Qantas